# Ministère du Bien-être public
Le ministère du Bien-être public (français : Suomen kansanhuoltoministeriö) est un ministère gouvernemental qui a existé de 1939 à 1950 en Finlande.

## Ministres

### Ministres du Bien-être public
| Ministres          | Parti | Période                | Gouvernement  |
| ------------------ | ----- | ---------------------- | ------------- |
| Rainer von Fieandt | amm.  | 20.9.1939 – 1.12.1939  | Cajander III  |
| Rainer von Fieandt | amm.  | 1.12.1939 – 27.3.1940  | Ryti I        |
| Väinö Tanner       | SDP   | 27.3.1940 – 15.8.1940  | Ryti II       |
| Väinö Kotilainen   | amm.  | 15.8.1940 – 4.1.1941   | Ryti II       |
| Väinö Kotilainen   | amm.  | 4.1.1941 – 16.4.1941   | Rangell       |
| Väinö Arola        | ML    | 16.4.1941 – 3.7.1942   | Rangell       |
| Henrik Ramsay      | RKP   | 3.7.1942 – 5.3.1943    | Rangell       |
| Kaarle Ellilä      | ML    | 5.3.1943 – 8.8.1944    | Linkomies     |
| Kaarle Ellilä      | ML    | 8.8.1944 – 21.9.1944   | Hackzell      |
| Kaarle Ellilä      | ML    | 21.9.1944 – 17.11.1944 | U. Castrén    |
| Kalle Jutila       | ML    | 17.11.1944 – 17.4.1945 | Paasikivi II  |
| Kaarlo Hillilä     | ML    | 17.4.1945 – 26.3.1946  | Paasikivi III |
| Taavi Vilhula      | ML    | 26.3.1946 – 29.7.1948  | Pekkala       |
| Onni Toivonen      | SDP   | 29.7.1948 – 17.3.1950  | Fagerholm I   |

### Deuxième ministre
| Ministres      | Parti | Période                | Gouvernement  |
| -------------- | ----- | ---------------------- | ------------- |
| Henrik Ramsay  | RKP   | 29.10.1941 – 3.7.1942  | Rangell       |
| Siivo Kantala  | ML    | 3.7.1942 – 5.3.1943    | Rangell       |
| Jalo Aura      | SDP   | 5.3.1943 – 8.8.1944    | Linkomies     |
| Jalo Aura      | SDP   | 8.8.1944 – 21.9.1944   | Hackzell      |
| Jalo Aura      | SDP   | 21.9.1944 – 17.11.1944 | U. Castrén    |
| Jalo Aura      | SDP   | 17.11.1944 – 17.4.1945 | Paasikivi II  |
| Uuno Takki     | SDP   | 17.4.1945 – 26.3.1946  | Paasikivi III |
| Yrjö Murto     | SKDL  | 26.3.1946 – 29.7.1948  | Pekkala       |
| Eemil Huunonen | SDP   | 29.7.1949 – 17.3.1950  | Fagerholm I   |

### Ministres à temps partiel
| Ministres     | Parti | Période               | Gouvernement  | Portefeuille principal                              |
| ------------- | ----- | --------------------- | ------------- | --------------------------------------------------- |
| Toivo Salmio  | SDP   | 3.10.1940 – 4.1.1941  | Ryti II       | Ministre du Commerce et de l'Industrie              |
| Pekka Ikonen  | ML    | 13.11.1942 – 5.3.1943 | Rangell       | Vice-ministre des Finances                          |
| Henrik Ramsay | RKP   | 5.3.1943 – 8.8.1944   | Linkomies     | Ministre des affaires étrangères                    |
| Nils Osara    | amm.  | 5.3.1943 – 8.8.1944   | Linkomies     | Vice-ministre des Finances                          |
| Eero A. Wuori | SDP   | 16.2.1945 – 17.4.1945 | Paasikivi II  | Vice-ministre des Transports et des Travaux publics |
| Eero A. Wuori | SDP   | 27.4.1945 – 29.9.1945 | Paasikivi III | Vice-ministre des Transports et des Travaux publics |
| Onni Hiltunen | SDP   | 14.2.1946 – 26.3.1946 | Paasikivi III | Vice-ministre des Finances                          |
| Erkki Härmä   | SDP   | 12.4.1946 – 29.7.1948 | Pekkala       | Vice-ministre des Transports et des Travaux publics |
| Erkki Härmä   | SDP   | 30.7.1948 – 22.6.1949 | Fagerholm I   | Vice-ministre des Transports et des Travaux publics |